# 7472 Kumakiri
7472 Kumakiri là một thiên thạch vành đai chính, được phát hiện vào tháng 2 năm 1992 bởi Makio Akiyama và Toshimasa Furuta.